# Contra os Acadêmicos
Contra Academicos ("Contra os Acadêmicos") é uma obra composta por Agostinho de Hipona em 386.

## Resumo e estrutura da obra
A obra é composta por três livros e é estruturada como um diálogo entre Agostinho e outros personagens. O diálogo é o primeiro de quatro compostos em Cassiciaco (hoje Cassago Brianza), onde Agostinho se retirou em 386 com uma pequena comunidade de amigos, seu filho Adeodato e sua mãe Mônica, imediatamente após sua conversão, que ocorreu em Milão, e antes de seu batismo, que ele recebeu ao retornar a Milão das mãos do Bispo Ambrósio. O objeto do diálogo é o confronto com os Acadêmicos, isto é, com os últimos representantes da escola de Platão (a Academia precisamente) e com sua doutrina cética.
O primeiro livro abre com uma dedicatória a Romeno, pai de um dos protagonistas do diálogo, Licenzio, na qual a filosofia é descrita como o conhecimento que permite apreender, para além do caos aparente da existência humana, a ordem providencial desejada por Deus [I,1,1 - I,1,4].

## Livro I

### A dedicação ao romeno: o valor de filosofar
O primeiro livro abre com um texto dedicado a Romeno, pai de Licenzio e apoiador dos estudos e da carreira de Agostinho em Milão. Na dedicatória, Agostinho lamenta que a virtude humana (virtus) seja incapaz de combater o destino mutável (fortuna) ao qual os homens estão sujeitos e que impede o Romaniano de descansar no porto da sabedoria; De fato, os homens, durante sua vida terrena, quando a parte divina que está dentro de cada um deles se une a um corpo mortal, não podem deixar de sofrer, nem mesmo com um comportamento sempre virtuoso, as diferentes vicissitudes que caracterizam a vida cotidiana. Tais eventos contrários, porém, embora aparentemente casuais e fortuitos (isto é, ligados à sorte), são sempre governados por Deus; isto é, todos eles estão ligados em uma ordem oculta, clara para Deus, mas nem sempre evidente para os homens. A conclusão de Agostinho é particularmente relevante: o estudo da filosofia serve precisamente para compreender como tudo o que acontece no mundo, mesmo aqueles casos de destino que, no início da dedicação, pareciam querer cegamente afastar o Romeno da sabedoria e que a virtude humana parece incapaz de superar, nada mais são do que manifestações, nem sempre evidentes, da vontade divina [I, 1, 1].

Se la divina provvidenza si estende sino a noi, il che è fuor di dubbio, è opportuno, credimi, che le cose ti vadano come vannoOriginal (em latim): Si divina providentia pertenditur usque ad nos, quod minime dubitandum est, mihi crede, sic tecum agi oportet, ut agitur— Agostino d'Ippona, Contra Academicos, I, 1, 1, tr. it. G. Catapano, Agostino. Tutti i dialoghi, a c. di G. Catapano, ed. Bompiani, Milano 2006, p. 19. (em latim)
Para Agostinho, essa conclusão não é ditada tanto pela fé quanto pela filosofia. De fato, afirmar que “não é possível duvidar” que a providência divina “se estende aos homens” significa afirmar que a razão filosófica aceita esse fato. Que o mundo não é dominado pelo acaso, mas que existe uma mente ordenadora que o governa de uma forma que nem sempre é compreensível para os homens é, na verdade, uma teoria que não deriva da fé cristã (embora seja obviamente acolhida por ela e, de certa forma, fortalecida), mas que tem suas raízes na reflexão filosófica grega. Platão já afirma, por exemplo, no Filebo, que é impossível pensar que os mecanismos que regulam o mundo (como a sucessão das estações, os movimentos dos planetas, o funcionamento dos seres vivos) não estejam ligados ao plano ordenado de uma mente superior (Filebo, 28de). Tanto mais, portanto, que num contexto cristão (no qual o mundo não é governado por uma inteligência superior anônima, mas por um Deus criador omnisciente) esta suposição filosófica encontra espaço: todas as adversitates que Romanianus sofreu (e que Agostinho não descreve nem especifica) devem, portanto, ser interpretadas, segundo Agostinho, como lembretes e advertências (admonitiones) com as quais Deus quis mostrar-lhe o caminho [I,1,2]. A dedicatória conclui com mais um convite à filosofia e aos efeitos benéficos que ela produz na vida dos homens.

[La filosofia] insegna - e secondo verità - che assolutamente nulla si deve venerare, e tutto occorre disprezzare, di quanto viene distinto da occhi mortali, di quanto senso alcuno attinge, qualunque cosa sia. Essa promette di mostrare chiaramente il Dio verissimo e nascostissimo e subito si degna di farlo vedere, diciamo così, attraverso limpide nuvole.Original (em latim): Ipsa [philosophia] docet et vere docet nihil omnino colendum esse totumque contemni oportere, quicquid mortalibus oculis cernitur, quicquid ullus sensus attingit. Ipsa verissimum et secretissimum deum perspicue se demonstraturam promittit et iam iamque quasi per lucidas nubes ostentare dignatur.— Agostino d'Ippona, Contra Academicos, I, 1, 3, tr. it. G. Catapano cit., p. 23. (em latim)
Já nas primeiras linhas da carta dedicatória, Agostinho esboça dois elementos que desenvolverá no restante do diálogo e ao longo de sua produção: por um lado, um reconhecimento da condição frágil do ser humano, que vive sua existência tentando encontrar um sentido na aparente irracionalidade dos acontecimentos de sua existência; por outro, a crença de que o mundo não pode deixar de ser governado por um ser superior que guia os destinos de todos e cada um de acordo com um plano ordenado, não inteligível ao homem. A tarefa da filosofia é justamente mostrar ao homem seus limites, mas também indicar caminhos para intuir, ao menos parcialmente, os desígnios desse plano providencial. A filosofia, portanto, abre nossos olhos e nos permite recorrer a uma intuição pelo menos parcial da verdade divina (este é um tema que Agostinho desenvolverá em outro dos quatro diálogos de Cassiciacum, De ordine). É a este valor do exercício filosófico - conclui a dedicatória - que Agostinho encorajou os seus companheiros de Cassiciacum (entre os quais Licêncio, filho de Romeno), travando com eles diálogos que, graças a um estenógrafo (notarius), eram registados para depois serem relidos e partilhados, como no caso do Contra Academicos enviado a Romeno [I,1,4].